# BioOne
BioOne è una base di conoscenza che raccoglie pubblicazioni scientifiche ed accademiche nel campo della biologia, dell'ecologia e delle scienze ambientali.
Il sito Internet è gestito dall'omonima organizzazione senza scopo di lucro, la cui sede si trova a Washington, e che fu fondata nel 1999 da soggetti attivi nella promozione di una conoscenza scientifica indipendente, quali possono essere: American Institute of Biological Sciences, la Scholarly Publishing and Academic Resources Coalition (SPARC), l'Università del Kansas, la Greater Western Library Alliance, e la Allen Press.
I contenuti sono soggetti al diritto d'autore, pubblicati con relativo Digital object identifier, e la loro consultazione è da alcuni autori riservata ai profili iscritti al sito.
BioOne si finanzia tramite donazioni di importo libero, ed un accesso tramite abbonamento per le istituzioni accademiche, biblioteche, e musei. Al 2018 le pubblicazioni scientifiche censite superano le 200 unità.